# Punchestown Racecourse
Punchestown Racecourse is een paardenrenbaan op ongeveer 4 km ten zuidoosten van Naas in het Ierse graafschap County Kildare.

## Wedrennen
Punchestown noemt zichzelf "Home of Irish Jump Racing". Elk jaar in eind april of begin mei wordt hier het vierdaagse Punchestown Festival gehouden, het belangrijkste paardenracefestival in Ierland dat kan beschouwd worden als de Ierse tegenhanger van het Cheltenham Festival. Het heeft een vergelijkbaar formaat. Tot de belangrijkste hindernisraces van het festival behoren de Champion Chase, de World Series Hurdle en de Punchestown Gold Cup, die gelopen wordt over een afstand van meer dan 5.000 meter met zeventien hindernissen.
In november vindt een tweedaags Winter Festival plaats en er is ook een New Year's Eve Racing op de laatste dag van het jaar.

## Eventing
In Punchestown wordt elk jaar een internationaal eventingconcours gehouden. In 1991 en 2003 vond hier het Europees eventingkampioenschap plaats.

## Muziek
Punchestown is ook het toneel van muziekfestivals en optredens van rockgroepen zoals Bon Jovi die op 7 juni 2008 tijdens hun Lost Highway Tour op Punchestown speelden.